# Волок (Торопецкий район)
Волок — деревня в Торопецком районе Тверской области. Входит в состав Плоскошского сельского поселения. В 2006—2013 год была центром Волокского сельского поселения.

## География
Расположена в 50 километрах к северо-западу от районного центра Торопец, на реке Серёжа.

## Транспорт
Волок находится на автодороге «Плоскошь — Волок — Уварово».
Когда-то действовал гражданский аэродром с аэропортом, обслуживал север Торопецкого района.

## История деревни
В 1885 году погост и усадьба Волок относились к Галибице-Немчиновской волости Холмского уезда Псковской губернии. На погосте — Троицкая церковь, часовня, 6 дворов (19 жителей). Рядом расположенная усадьба (12 дворов и 40 жителей) принадлежала дворянам Кушелевым.
После революции на базе усадьбы была организована сельскохозяйственная коммуна, позднее колхоз «Красный Волок».
В 1924 году село Красный Волок стало центром укрупненной Советской волости, образованной из бывших Галибецкой, Канищевской, Княжесельской, Столопенской и Ровенской волостей Холмского уезда. 1 августа 1927 года Советская волость преобразована в Советский район Великолукского округа Ленинградской области. Став административным центром село стало быстро расти. В 1929 году Советский район вошел в Западную область, а в 1930 году ликвидирован.
C 1 июня 1936 года в составе Плоскошского района Калининской области.
Во время Великой Отечественной войны оккупирована в июле 1941 года, освобождена в январе 1942 года.
После войны (1950-е годы) в деревне были: МТС, лесничество, аэропорт, школа ФЗО, детсад, медпункт, два магазина, две столовых, школа.
По состоянию на 1982 год в селе проживало 352 человека. В 1997 году — 141 хозяйств, 342 жителей. Центральная усадьба совхоза «Волокский». Население по переписи 2002 года — 267 человек: 119 мужчин, 148 женщин.

## Население
| 2010 |
| ---- |
| 214  |

Национальный состав
Согласно результатам переписи 2002 года, в национальной структуре населения русские составляли 99 % от жителей.

## Достопримечательности
- Усадебный комплекс конца XVIII- 2-я пол. XIX века с валунными мостами начала XIX века и парком с каскадными прудами[уточнить].
- Музей Е. Л. Дмитриевой[уточнить].
- Братская могила советских воинов, павших в боях Великой Отечественной войны.

## Известные люди
- В усадьбе Кушелевых родилась Елизавета Лукинична Дмитриева-Томановская, известная революционерка, соратница Карла Маркса[3].
- Композитор М. П. Мусоргский бывал в усадьбе Кушелевых в 60-х годах XIX века.